# Harth-Pöllnitz
Harth-Pöllnitz ist eine Gemeinde im Landkreis Greiz in Thüringen.

## Geografie

### Nachbargemeinden
Angrenzende Gemeinden sind Auma-Weidatal, Berga-Wünschendorf, Bocka, Crimla, Lederhose, die Stadt Münchenbernsdorf, Schwarzbach, die Stadt Weida und Zedlitz im Landkreis Greiz sowie Geroda und Mittelpöllnitz im Saale-Orla-Kreis.

### Gemeindegliederung

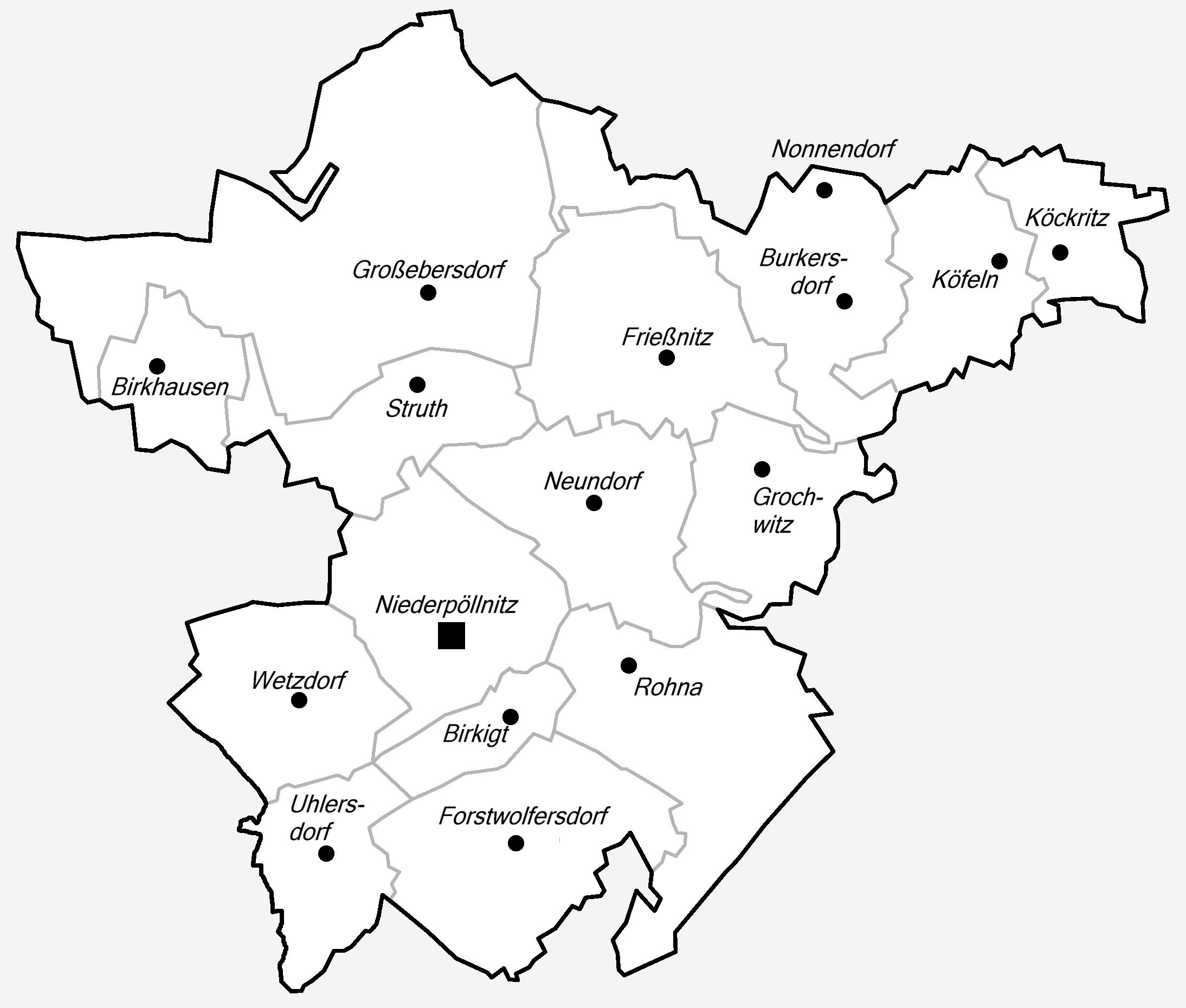
Gemeindegliederung

Folgende Orte sind in der Gemeinde Harth-Pöllnitz zusammengeschlossen: (urkundliche Ersterwähnung)
- Birkhausen (1286)
- Birkigt (1230)
- Burkersdorf (1209)
- Forstwolfersdorf (1287)
- Frießnitz (1267)
- Grochwitz (1356)
- Großebersdorf (1168–1193)
- Köckritz (1209)
- Köfeln (1209)
- Neundorf (1267)
- Niederpöllnitz (1266)
- Nonnendorf (1608)
- Rohna (1143)
- Struth (1416)
- Uhlersdorf (1356)
- Wetzdorf (1382)[5]

## Geschichte
Die Gemeinde Harth-Pöllnitz entstand am 21. Dezember 1995 durch Zusammenlegung der bis dahin selbstständigen Gemeinden Harth und Pöllnitz. Auch Harth-Pöllnitz kann auf Geschichtliches zurückblicken. Von der am Oberlauf des Pöllnitzbaches im Ortsteil Niederpöllnitz liegenden Wasserburg (Burg Pöllnitz) sind nur noch der hohe quadratische Turm sowie einige Mauerreste erhalten geblieben. Ab 1130 wurde „Albertus de Pullnitz“ erwähnt. Die Pullnitz waren Dienstmannen des Markgrafen von Meißen. 1238 wurde ein Gottschalk von Pöllnitz als wettinischer Gefolgsmann erwähnt. Später waren die Pöllnitzer Vasallen der Vögte von Weida. Im 15. Jahrhundert kam die Burg in Besitz der Herren von Planitz. Danach wechselten die Besitzer oft. Zwischenzeitlich wurde der Burgturm verputzt.
Auch in Wetzdorf befand sich an der Stelle des ehemaligen Rittergutes ein befestigter Herrensitz. Der Hügel des ehemaligen Herrenhauses ist mit zwei Kastanien bepflanzt.

### Eingemeindungen
| Ehemalige Gemeinde    | Datum             | Anmerkung                                                        |
| --------------------- | ----------------- | ---------------------------------------------------------------- |
| Birkhausen            | 1. Juli 1950      | Eingemeindung nach Großebersdorf                                 |
| Burkersdorf bei Weida | 9. April 1994     | Zusammenschluss mit Frießnitz und Köfeln zu Harth                |
| Forstwolfersdorf      | 9. April 1994     | Zusammenschluss mit vier weiteren Gemeinden zu Pöllnitz          |
| Frießnitz             | 9. April 1994     | Zusammenschluss mit Burkersdorf bei Weida und Köfeln zu Harth    |
| Grochwitz             | 20. Juni 1957     | Eingemeindung nach Frießnitz                                     |
| Großebersdorf         | 9. April 1994     | Zusammenschluss mit vier weiteren Gemeinden zu Pöllnitz          |
| Harth                 | 21. Dezember 1995 |                                                                  |
| Köckritz              | 1. Januar 1957    | Eingemeindung nach Köfeln                                        |
| Köfeln                | 9. April 1994     | Zusammenschluss mit Burkersdorf bei Weida und Frießnitz zu Harth |
| Neundorf              | 9. April 1994     | Zusammenschluss mit vier weiteren Gemeinden zu Pöllnitz          |
| Niederpöllnitz        | 9. April 1994     | Zusammenschluss mit vier weiteren Gemeinden zu Pöllnitz          |
| Pöllnitz              | 21. Dezember 1995 |                                                                  |
| Rohna                 | 9. April 1994     | Zusammenschluss mit vier weiteren Gemeinden zu Pöllnitz          |
| Struth                | 1. Juli 1950      | Eingemeindung nach Großebersdorf                                 |
| Uhlersdorf            | 1. Juli 1950      | Eingemeindung nach Niederpöllnitz                                |
| Wetzdorf              | 1. Juli 1950      | Eingemeindung nach Niederpöllnitz                                |

### Einwohnerentwicklung
Entwicklung der Einwohnerzahl (31. Dezember):
| - 1995: 3.448 - 1996: 3.492 - 1997: 3.568 - 1998: 3.602 - 1999: 3.607 - 2000: 3.524 | - 2001: 3.476 - 2002: 3.444 - 2003: 3.405 - 2004: 3.351 - 2005: 3.346 - 2006: 3.284 | - 2007: 3.184 - 2008: 3.169 - 2009: 3.118 - 2010: 3.075 - 2011: 2.996 - 2012: 2.978 | - 2013: 2.964 - 2014: 2.944 - 2015: 2.936 - 2016: 2.915 - 2017: 2.888 - 2018: 2.852 | - 2019: 2.829 - 2020: 2.819 - 2021: 2.817 - 2022: 2.751 - 2023: 2.680 |

 Datenquelle: Thüringer Landesamt für Statistik

## Wirtschaft und Infrastruktur

### Wasserver- und Abwasserentsorgung
Die Gemeinde Harth-Pöllnitz ist Mitglied im Zweckverband Wasser / Abwasser Mittleres Elstertal. Dieser übernimmt für die Gemeinde die Trinkwasserversorgung und Abwasserentsorgung.